# Мрочкі (Мінський повіт)
Мрочкі (пол. Mroczki) — село в Польщі, у гміні Калушин Мінського повіту Мазовецького воєводства.
Населення — 134 особи (2011).
У 1975-1998 роках село належало до Седлецького воєводства.

## Демографія
Демографічна структура станом на 31 березня 2011 року:
|          | Загалом | Допрацездатний вік | Працездатний вік | Постпрацездатний вік |
| -------- | ------- | ------------------ | ---------------- | -------------------- |
| Чоловіки | 70      | 16                 | 45               | 9                    |
| Жінки    | 64      | 13                 | 28               | 23                   |
| Разом    | 134     | 29                 | 73               | 32                   |